# SN 2002km
SN 2002km – supernowa typu Ia odkryta 3 listopada 2002 roku w galaktyce A021623-0449. W momencie odkrycia miała maksymalną jasność 24,50m.